# 1547 год в науке
В 1547 году произошли различные научные и технологические события, некоторые из которых представлены ниже.

## События
- В Российском царстве освоена отливка первых фальконетов[1].

## Публикации
- Шарль де Бовель: «La Geometrie practique».
- Никколо Тарталья: «Le risposte a Ludovico Ferrari», 1547-1548.

## Родились

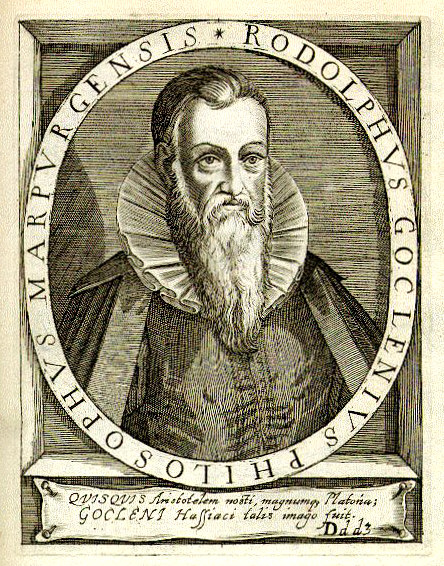
Рудольф Гоклениус

См. также: Категория:Родившиеся в 1547 году
- 18 февраля — Баха-ад-дин аль-Амили, сефевидский философ, поэт и астроном (умер в 1621 году).
- 1 марта — Рудольф Гоклениус, немецкий философ и универсальный человек (умер в 1628 году).
- 18 октября — Юст Липсий, нидерландский историк, филолог и философ (умер в 1606 году).
- 26 ноября —Николай Таурелл, немецкий  врач, философ и теолог (умер в 1606 году).
- 5 декабря — Уббо Эммиус, немецкий историк и географ (умер в 1626 году).
- Баттиста Антонелли, итальянский военный инженер и архитектор (умер в 1616 году).
- Матей Стрыйковский, польский историк и писатель (умер ок. 1590 года).

## Скончались
См. также: Категория:Умершие в 1547 году
- 16 января — Иоганн Шёнер, немецкий астроном и картограф (род. в 1477 году).
- 2 декабря — Эрнан Кортес, испанский конкистадор, привёз в Европу ваниль и шоколад (род. в 1485 году).
- 20 июля — Беатус Ренанус, немецкий историк и филолог (род. в 1485 году).
- 28 декабря — Конрад Пейтингер, немецкий историограф (род. в 1465 году).
- Валериус Ансельм, швейцарский историк (род. в 1475 году).
- Рагхунатха Широмани, индийский философ (род. в 1465 году).